# Hospital Clínico y Provincial de Barcelona
El Hospital Clínico y Provincial de Barcelona (en catalán: Hospital Clínic i Provincial de Barcelona) es un hospital docente relacionado con la Universidad de Barcelona y en concreto con la Facultad de Medicina, a la cual rodea físicamente. Está situado en el Ensanche de la Ciudad Condal. Fue fundado en el año 1906 y actualmente forma parte de la Red de Hospitales de Utilización Pública de Cataluña (XHUP). Ha sido galardonado por IASIST durante diez años consecutivos como hospital TOP 20 a nivel nacional, siendo uno de los cuatro grandes hospitales de referencia a nivel europeo, nacional y regional. Es además el hospital español con mejor puntuación en el ranking de Newsweek-Statista, habiendo alcanzado el 21.er puesto entre los mejores hospitales del mundo, posicionando a España como décimo país en dicha clasificación (2020).
La población asignada como hospital comunitario, junto con Hospital Plató y Hospital Universitario Sagrado Corazón, es de 540 000 habitantes. A la vez es un hospital terciario y de alta complejidad, desarrollando líneas de actividad para los pacientes, no solo de Cataluña sino también de toda España e incluso a nivel europeo e internacional. La entidad Barnaclínic, centro sanitario vinculado al Hospital Clínico, desarrolla actividades asistenciales para pacientes privados.
Dado el elevado número de trasplantes que se realizan en el centro, el hospital está vinculado a Transplant Services Foundation (TSF). Se trata de una entidad dedicada a la extracción y distribución de órganos y tejidos tanto a nivel nacional como internacional. Es pionero de varias intervenciones quirúrgicas practicadas en el estado y el centro hospitalario con mayor producción científica de España.

## Investigación
El Hospital Clínico de Barcelona tiene una larga tradición en investigación siendo una institución de referencia a nivel internacional.
El Instituto de Investigaciones Biomédicas August Pi i Sunyer (IDIBAPS) es responsable de la mayor parte de la producción científica.
La gestión y administración de los proyectos de investigación se realizan a través de la Fundació Clínic per a la Recerca Biomèdica (FCRB).

## Facultativos
Por el Hospital Clínico han pasado algunos de los facultativos más relevantes de la historia reciente de la medicina catalana, como Augusto Pi Suñer, que lo convirtió en un centro de investigación de primera línea en los años 1920, o el cirujano Moisés Broggi, que estuvo al frente del único servicio de urgencias hospitalarias en activo durante la guerra civil española.
Posteriormente, Josep Maria Gil-Vernet i Vila, fue el artífice del primer trasplante de riñón de España en 1965; Ciril Rozman, realizó del primer trasplante alogénico de médula ósea en España en 1976; Laureano Fernández-Cruz que efectuó el primer trasplante de páncreas en 1983.

## Ubicación
Se trata de un Hospital con tres sedes: Villarroel, Maternitat y Plató.
La sede Villarroel está situada en el distrito del Ensanche, en la calle Villarroel n.º 170 de Barcelona. El edificio tiene forma de "U" y en su interior se encuentra la Facultad de Medicina de la Universidad de Barcelona, con la que forma una unidad funcional.
En sus alrededores hay una decena de líneas de autobús. También se puede llegar a través de la línea 5 del metro de Barcelona. Dispone además de una estación de taxis.

## Arquitectura del edificio

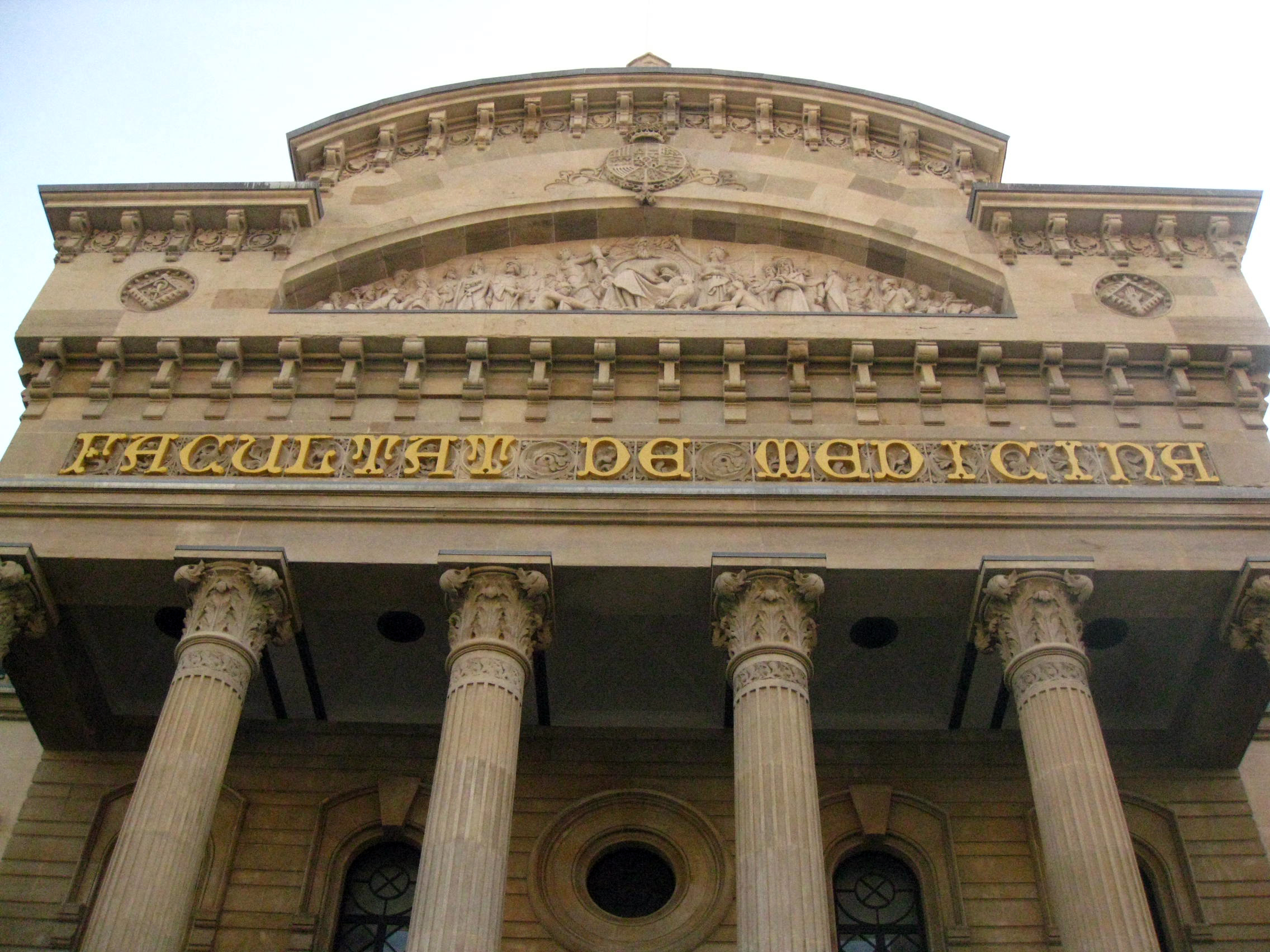
Facultad de Medicina

El hospital se enmarca dentro del conjunto arquitectónico de estilo ecléctico clasicista de la Facultad de Medicina. José Doménech y Estapá dirigió las obras (1895-1906), sobre un proyecto de Ignasi C. Bartrolí (1881), conformando una de las propuestas más innovadoras de la Barcelona de principios del siglo XX. Del complejo originario sólo se conserva relativamente intacto el cuerpo central de la fachada de la calle Casanova, formado por un pórtico columnado coronado por un frontón con motivos alegóricos en relieve.